# Uwe Steimle

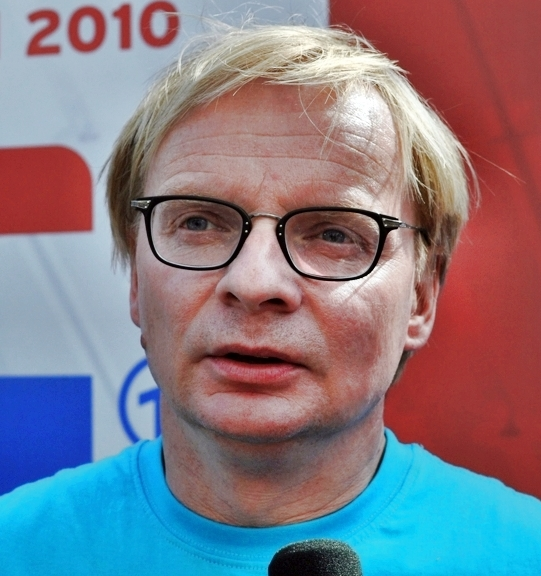
Uwe Steimle, 2010

Uwe Heinz Steimle (* 20. Juni 1963 in Dresden) ist ein deutscher Kabarettist und Schauspieler. Charakteristikum ist sein sächsischer Dialekt. Deutschlandweit bekannt wurde er als Hauptkommissar Jens Hinrichs in der Fernsehserie Polizeiruf 110. Steimle prägte 1992 den Begriff der Ostalgie. Eine Reihe seiner Aussagen wird als nach rechts anschlussfähig bewertet. 

## Leben

### Herkunft und Jugend
Steimle wuchs in Dresden-Trachau auf. Beide Elternteile waren Inoffizielle Mitarbeiter des Ministeriums für Staatssicherheit der DDR. Sein Vater war Berufsunteroffizier (zuletzt als Stabsfeldwebel) in der Panzertruppe der Nationalen Volksarmee, dann bei der Bundeswehr Pförtner; die Mutter arbeitete in einem volkseigenen Verpackungsbetrieb, im VEB Polypack Dresden. Beide Eltern starben 1992. Steimle betrieb in seiner Jugend Leistungssport (Bestleistung im 100-Meter-Lauf 11,2 Sekunden). Nach der Schule lernte er zunächst Industrieschmied im Edelstahlwerk Freital. Danach studierte er von 1985 bis 1989 an der Theaterhochschule „Hans Otto“ Leipzig. Seinen NVA-Wehrdienst leistete Steimle im Pionierbaubataillon 12 (PiBB-12) in Merseburg, wo er eine Ausbildung zum Sprengpionier erhielt.

### Kabarett

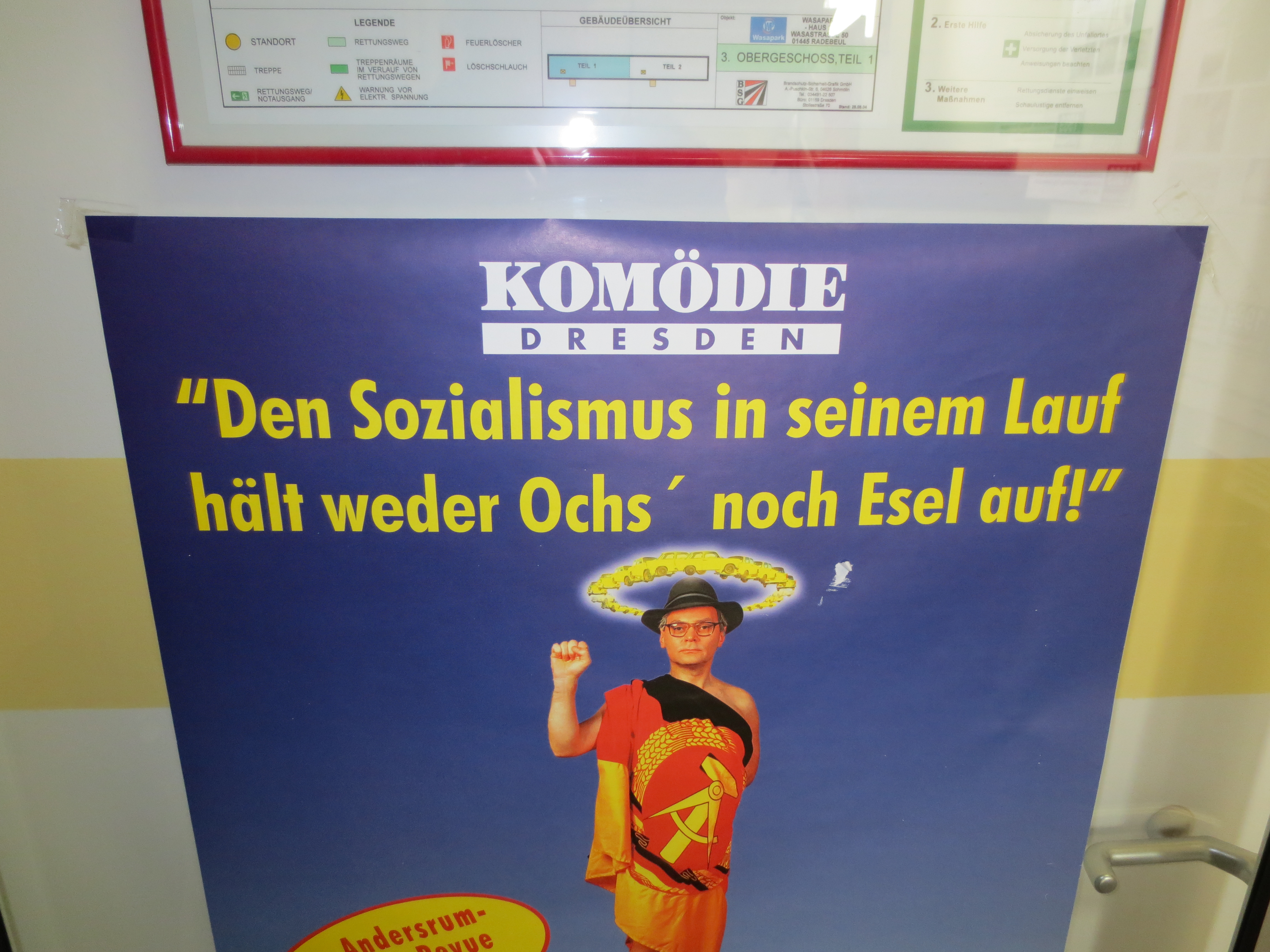
Plakat für Kabarettprogramm „Den Sozialismus in seinem Lauf hält weder Ochs noch Esel auf“ Steimles an der Komödie Dresden (verkleidet als Erich Honecker, 2014)

Steimle wurde 1989 Mitglied des Dresdner Kabaretts Herkuleskeule.
Der Begriff „Ostalgie“ geht auf Steimles gleichnamiges Programm von 1992 zurück und gelangte im Jahr darauf bei der Wahl zum Wort des Jahres auf Platz 9. Mit dem Leipziger Tom Pauls schuf er die Figuren „Günther Zieschong“ (von ihm selbst dargestellt) und „Ilse Bähnert“ (Pauls). Steimle und Pauls traten mit diesen Figuren im Programm Ostalgie auf, das für regionale Programme des MDR produziert wurde. Später entstand Steimles erstes Soloprojekt Günther allein zuhaus, in dem er „Zieschong“ allein auftreten ließ. Nach Uns fracht ja keener ließ Steimle in seinem Programm Mich fracht ja Eener beide Figuren mit neuen Texten nochmals lebendig werden. Steimle ist auch als Imitator Erich Honeckers bekannt; diese Parodie ist oft Zugabe bei seinen Auftritten.
Steimle war zwischen 2007 und 2010 mehrmals Gast in Kabarett-Sendungen Neues aus der Anstalt neben Urban Priol und Georg Schramm. Er wirkte außerdem an der Satire-Sendung Kanzleramt Pforte D im MDR als „Günter Zieschong“ mit.
Seit 2017 tritt er in dem Programm Mir san Mir gemeinsam mit dem bayerischen Kabarettisten Helmut Schleich auf. Daneben ist er auch mit mehreren Soloprogrammen auf zahlreichen Kabarettbühnen zu sehen, z. B. Heimatstunde und FeinKOST.

### Theater
Von 1991 bis 1994 war er Mitglied des Staatsschauspiels Dresden. Weitere Engagements führten ihn auch nach Halle und Erfurt.

### Polizeiruf 110
Von 1993 bis 2009 ermittelte Steimle als Hauptkommissar Jens Hinrichs in der Fernsehserie Polizeiruf 110. Bei insgesamt vier wechselnden Partnern war er mit 31 Folgen der zweitdienstälteste Polizeiruf-Kommissar der ARD.
Im Jahre 2005 erhielt Steimle gemeinsam mit Hübchen und Autorin Beate Langmaack den Grimme-Preis für die Weiterentwicklung der Serie. Der taz-Fernsehkritiker Rainer Braun zählte Steimle anlässlich der Absetzung des Hinrichs-Polizeirufs „zu den profiliertesten und vielseitigsten Vertretern seiner Zunft“.
Als 2008 der NDR das Ende des Ermittlerduos für das folgende Jahr ankündigte, protestierte Steimle dagegen, sprach von „Dolchstoß“ und „Berufsverbot“ und zeigte sich überzeugt, aus „politischen Gründen“ und wegen „Aufmüpfigkeit“ „entfernt“ worden zu sein. Zuvor hatte er für die Partei Die Linke als Mitglied der Bundesversammlung Peter Sodann mitgewählt und sich oft über den „Polizeiruf“ beschwert. Der Sender begründete seine Entscheidung damit, dass der Schweriner Polizeiruf nach 15 Jahren einfach „auserzählt“ sei. Medien und selbst Polizeiruf-Partner Eitner meinten, dass Steimle sich als Verschwörungsopfer hochstilisiere. Steimle hingegen forderte ein öffentliches Streitgespräch mit ARD-Programmdirektor Volker Herres und verlangte dafür den sonntäglichen Sendeplatz der ARD-Talkshow „Anne Will“. Herres bemerkte zu der Entscheidung, dass „Rollen enden, das ist normal, große Schauspieler bleiben“, und lobte Steimle als „bemerkenswerte[n] Darsteller“, dessen „Begabungen er sehr zu schätzen wisse“. Steimle behauptete, dass Herres ihn als „Querulant[en]“ bezeichnet habe, und verglich dies mit der Sprache des Nationalsozialismus bzw. der Ausdrucksweise eines NVA-Politoffiziers. Auch danach war Steimle noch in diversen Sendungen der ARD zu sehen.

### Weitere Auftritte in Film und Fernsehen
1988 trat Steimle in Thomas Langhoffs Verfilmung Der Aufstand der Fischer von St. Barbara neben Ulrich Thein erstmals vor eine Kamera. 1989 spielte er in Zwei schräge Vögel mit.
In Edgar Reitz’ Heimat 3 – Chronik einer Zeitenwende war Steimle außerdem 2004 in der Rolle des „Gunnar Brehme“ zu sehen. Im TV-Zweiteiler Das Konto von 2004 spielte er einen Killer. 2008 sah man ihn als Hauptdarsteller in der Fernsehkomödie Plötzlich Millionär.
2009 spielte Steimle im Film Liebe Mauer den Stasi-Oberleutnant Haack. 2011 verkörperte er in dem Kinofilm Sushi in Suhl, in dem die Geschichte des ersten japanischen Restaurants in der DDR verfilmt wurde, die Hauptfigur Rolf Anschütz.
Von 2013 bis 2019 präsentierte Steimle im MDR Steimles Welt. Dabei fuhr er mit einem Wartburg 312 gemeinsam mit Michael Seidel durchs Sendegebiet und besuchte dort lebende Leute. Mit ihnen unterhielt er sich über ihre Geschichten vor und nach dem Zusammenbruch der DDR.

### Autor
2006 veröffentlichte er das Hörbuch Der Zauberer von Ost über das Grüne Gewölbe in Dresden. Es ist der erste Titel der gleichnamigen Reihe, in der 2007 das Hörbuch über die Geschichte des Dresdner Christstollens Hören Sie es riechen? und 2008 Hans Christian Andersens Bericht einer Reise in die Sächsische Schweiz, letzteres gelesen von Walter Niklaus, erschienen sind.
Darüber hinaus erschienen weitere Bücher mit satirischen Texten, die sich zumeist mit seiner Heimat, der aktuellen Politik sowie der Wiedervereinigung beschäftigen und auch als Hörbücher vorliegen.

### Politisches Engagement
2009 wurde Steimle von der Linkspartei als Mitglied der Bundesversammlung benannt und vom Sächsischen Landtag gewählt. In dieser Funktion nahm er an der Wahl des deutschen Bundespräsidenten 2009 teil.
Im April und Mai 2009 protestierte Steimle im Kostüm seines Alter Ego „Günther Zieschong“ mit Tom Pauls als „Ilse Bähnert“ gegen die städtebauliche Entwicklung Dresdens dadurch, dass sie eine bepflanzte Kloschüssel mit dem Spruch „Scheiße gebaut, Stadt versaut“ am Dresdner Postplatz abstellten und trotz behördlicher Ermahnung die Aktion kurz darauf am Altmarkt wiederholten. Später verteilte er mit anderen Gegnern der städtischen Baupolitik im gesamten Stadtgebiet bepflanzte Toilettenschüsseln.
Am 8. Mai 2017 stellte Steimle als „Zieschong“ auf dem Dresdner Neumarkt eine zwei Meter hohe Nachbildung des Dresdner Fernsehturms mit einem goldenen Halbmond auf, die er „Rischdsche Gunsd“ (sächsisch für „richtige Kunst“) nannte. Er sah die Aktion als seine humorvolle Stellungnahme gegen den fremdenfeindlichen Ruf Dresdens und interpretierte selber die Plastik als Dresdens größtes Minarett, von dem der Ruf „Dresden ist groß“ erschallen könne. Gleichzeitig war es eine Werbung für die Bürgerinitiative, welche die Wiedereröffnung der Aussichtsplattform des Fernsehturms anstrebt und deren prominentester Vertreter Steimle ist. Außerdem betrachtet Steimle die gegenwärtige Kunst auf dem Neumarkt, das Denkmal für den permanenten Neuanfang von Heike Mutter und Ulrich Genth, als Bevormundung und bezeichnete sein Objekt als „Gegendenkmal“ und „Fühlmal“, mit dem er „Brücken zwischen den sich nicht verstehenden Lagern“ bauen wolle.
Im Februar 2018 wurde Steimle zum Schirmherren der Ökumenischen Friedensdekade ernannt, aber bereits nach wenigen Tagen wieder abberufen, da seine Aussagen „keine eindeutige Distanzierung von rechtspopulistischen Positionen bzw. der Pegida-Bewegung erkennen“ lassen würden. Seine „Verlautbarungen über Israel und die USA seien einseitig, würden der Komplexität nicht gerecht und ließen die Grenze zu antiamerikanischen und antisemitischen Positionen verschwimmen“. Die Organisatoren räumten ein, nicht genügend über Steimle recherchiert zu haben. Erst durch eine „Welle teilweise heftiger Kritik, besonders bei […] sächsischen […] Partnern sowie bei Initiativen, die gegen Rechtsextremismus und Rechtspopulismus arbeiten“, war man auf die Problematik aufmerksam geworden. Steimle bestritt, mit Pegida zu sympathisieren, und sah ohne seine Schirmherrschaft den „Frieden im Regen stehen“. Wenige Tage später war er neben Thilo Sarrazin, Uwe Tellkamp, Vera Lengsfeld, Eva Herman, Henryk M. Broder, Matthias Matussek und anderen Erstunterzeichner der „Gemeinsamen Erklärung 2018“, die Deutschland durch „illegale Masseneinwanderung beschädigt“ sah und sich mit den Teilnehmern eines „Frauenmarsches“ aus dem Umfeld der Alternative für Deutschland solidarisierte. Bereits am nächsten Tag zog er aber seine Unterschrift zurück.
Steimle setzt sich dafür ein, mit Anhängern der Alternative für Deutschland und Pegida zu reden. „Wenn 25 Prozent der Menschen die AfD wählen, dann kann man die doch nicht ignorieren“, so Steimle in einem Interview mit der Superillu. Seine Entlassung beim MDR erinnere ihn „an finstere DDR-Zeiten, wo es vielen Künstlern ähnlich erging“. Er habe „beide Systeme erlebt“ und heute laufe das „mit feinerer Klinge“.
Am 7. November 2020 trat Steimle in der Rolle des „Erich Honecker“ als Redner bei einem Querdenken-Protest gegen Coronaschutzmaßnahmen in Leipzig auf. Er sprach von „IM Covid“ und „Kapitalismus-Insolvenz-Verschleppung“. Am Pfingstmontag 2021 trat Steimle auch in Schmalkalden bei einer Kundgebung gegen die Corona-Maßnahmen auf. Ebenfalls in der Rolle als „Erich Honecker“ warb er dort für den CDU-Kandidaten für die Bundestagswahl 2021 im Südthüringer Wahlkreis 196, Hans-Georg Maaßen. Im Juni 2021 erklärte Steimle jedoch öffentlich in einem Internet-Video, dass er seit April seine Erst- und Zweitimpfung gegen COVID-19 erhalten habe. Gegenüber der Leipziger Volkszeitung gab er im November an, er sei zunächst skeptisch gewesen, es habe jedoch innerhalb einer Woche drei Todesfälle durch COVID-19 in seiner „unmittelbaren Umgebung“ gegeben und er habe letztlich seiner Tochter vertraut, die Chirurgin ist und als Ärztin Impfungen in Pflegeheimen durchgeführt habe. Nach diesem Bekenntnis sei er, so Steimle gegenüber der Super-Illu, in sozialen Medien „als Verräter und Systemling beschimpft“ worden, „in einer Härte, die ich nicht erwartet hätte“. „Binnen Kurzem“ habe sich „ein Großteil der Zuschauer“ seines YouTube-Kanals verabschiedet. Für die hohe Zahl an Ungeimpften in Sachsen äußerte Steimle jedoch weiterhin Verständnis und sagte: „Wir Sachsen sind keine Querdenker, sondern Zweifler. Das ist doch wohl legitim. Dazu gehört auch Zweifel an den Impfungen.“
2025 unterstützte Steimle den AfD-Wahlkampf von Tino Chrupalla als Gast auf der Bühne.

### YouTube-Kanal
Während der COVID-19-Pandemie sendete er im Frühjahr 2020 jeden Abend über den eigenen YouTube-Kanal das Format Steimles Welt-Abendgruß. Am 1. September 2020 wurde in Anlehnung an Steimles Welt eine vom MDR unabhängige Fortführung unter dem Namen Steimles neue Welt gestartet. Im Format Steimles Aktuelle Kamera setzt Steimle sich satirisch mit aktuellen Themen auseinander. Der Kanal hat aktuell mehr als 170.000 Abonnenten (Stand: März 2025). 

## Kontroversen um Steimle
Steimles Äußerungen über die Wende, die er grundsätzlich Kehre nennt, wurden mehrfach kritisiert. So bezeichnete Richard Weber im Tagesspiegel Steimles Beiträge in der Talkshow Hart aber fair zum 25. Jahrestag des Mauerfalls als einen „verbale[n] Wasserfall aus persönlichen Gefühlen, Vorurteilen und Halbwissen“. Er bescheinigte Steimle außerdem, nur „Verachtung für Republik-Flüchtlinge“ übrig zu haben, und kritisierte seine Aussage, dass die „DDR 1989 keine wirtschaftlichen Probleme [hatte] und auf gar keinen Fall bankrott [war]“. Laut Alexander Jürgs (Die Welt) zeigte sich Steimle bei einem Auftritt in der Sendung Menschen bei Maischberger „mehrfach als fanatischer Ostalgiker“. Steimles politische Forderungen hätten mit dazu beigetragen, dass die Sendung „sehr wirr, sehr ziellos“ geworden sei. Wenn Steimle „sich in Rage“ rede, so Heinrich Löbbers in der Sächsischen Zeitung, „purzeln die pegidösen Floskeln“ wie „Volksverräter“, „inszenierte Mediendemokratie“ oder Sätze wie „Ich habe nichts gegen den Muezzin. Gar nichts, aber mir reicht das Glockengeläut“.
Das antimuslimische Weblog Politically Incorrect (PI-News) nannte Steimle einen „Kabarettisten mit Charakter“ und der von Russland finanzierte Fernsehsender RT Deutsch lud ihn zu einem Gespräch unter „Putinverstehern“.
Zu einem Auftritt Steimles in Kreuztal im Januar 2015 merkte die Westdeutsche Allgemeine Zeitung an, dass in seinen legendären Parodien auf Honecker zwar Kritik mitschwinge, aber deutlich mehr Zuneigung als für dessen Landsmann Heiko Maas, den Steimle vor allem nach dessen Kritik an Pegida als „Flachzange“ und „Arsch“ bezeichnete. Steimle habe „sich als Unterstützer“ von Pegida präsentiert, bei der er „keine Islamkritik gehört, dafür aber viele russische Fahnen gesehen habe“. Die Bewegung wolle laut Steimle nur auf „eine völlig verfehlte Politik aufmerksam machen“. Den Bundestag bezeichnete Steimle, aus Sicht der WAZ „nicht ironisch“, als „arbeitsscheues Gesindel“, das wegmüsse.
Nachdem Steimle bei der WDR-Kabarettsendung Mitternachtsspitzen im Mai 2015 gefragt hatte: „Wieso zetteln die Amerikaner und Israelis Kriege an und wir Deutsche dürfen den Scheiß bezahlen?“, stellte dies Jan-Philipp Hein in der SHZ in eine Reihe mit Äußerungen anderer Kabarettisten, die insgesamt belegten, dass antisemitische Ressentiments im deutschen Fernsehkabarett als Humor getarnt weiterleben würden. Der Kommunikationswissenschaftler Tobias Jaecker wertete die Aussage als Beispiel für den „Extremismus der gesellschaftlichen Mitte“. 2020 sagte Steimle in einem Interview mit der Sächsischen Zeitung, der Auslöser seiner damaligen Aussage sei gewesen, dass Israel „Bomben auf Krankenhäuser in Palästina geworfen“ habe. Erst später habe er erfahren, dass „die Palästinenser Granatwerfer in ihre Krankenhäuser gestellt“ hätten, „um die Bombardierung zu provozieren“. Das habe er sich „einfach nicht vorstellen können“. Seitdem werde er „gejagt“.
Als Steimle 2015 in seinem Programm Heimatstunde DDR-Liedgut wie die Partisanen vom Amur und das Lied der jungen Naturforscher intonierte und das Publikum sofort mitsang, goutierte er dies mit der Aussage, „Putin hätte hier leichtes Spiel“. Frank Quilitzsch schrieb dazu in der Thüringischen Landeszeitung, dass man bei Steimle nie wisse, „wie ernst der Witz gemeint“ sei, und „man auch sein eigenes Unbehagen weg[lache]“, und fragte sich, ob „es nur am Charme des Sächsischen [liege], dass manche unschöne Erinnerung an die DDR wie weichgespült erscheint“.
Im Mai 2016 zeigte sich Steimle anlässlich eines Interviews in einem vom rechtspopulistischen Magazin Compact hergestellten T-Shirt mit der Aufschrift „Ami Go Home“. In einer Folge Mitternachtsspitzen am 23. Mai 2015 und in einer von SchleichFernsehen am 16. Juli 2016 nannte Steimle in einem Beitrag die heute-journal-Moderatorin Marietta Slomka in Anspielung auf vermeintlich „ferngesteuerte“ öffentlich-rechtliche Medien Marionetta Slomka. Amrei Drechsler kommentierte, dass hier wie in anderen „spaßigen Reden Steimles“ sich eine „kompakte Querfront“ offenbare.
Im September 2016 traf sich Steimle mit dem CDU-Stadtrat Jörg Schlechte zum Frühstück. Dieser war zuvor u. a. dadurch hervorgetreten, dass er einen Bericht über einen gewalttätigen Flüchtling mit den Worten „Dem Mann kann geholfen werden“ sowie einem Link zum örtlichen Krematorium kommentiert und den ehemaligen grünen Kommunalpolitiker Andreas Vorrath mit dem in rechtsextremen Kreisen zur Entmenschlichung des politischen Gegners üblichen Schimpfwort „Zecke“ belegt hatte. Schlechte stellte nun ein Bild des Treffens mit Steimle ins Internet, was Vorrath mit den Worten „Völkisch-antisemitischer Jammer-Ossi […] trifft CDU-Rassist in Meißen“ kommentierte. Steimle und Schlechte erstatteten daraufhin Strafanzeige wegen Beleidigung. Das Amtsgericht Meißen sprach Vorrath im November 2017 von dem Vorwurf frei und bezog sich dabei auf eine Reihe von Steimles Äußerungen, darunter die über das angeblich Kriege anzettelnde Israel bei „Mitternachtsspitzen“ und sein „zärtliches Gefühl“ für Pegida. Vorraths Äußerungen waren laut Gericht durch das Recht auf freie Meinungsäußerung gedeckt. Steimle kündigte zwar Rechtsmittel gegen das Urteil an, war dazu aber aus strafprozessrechtlichen Gründen nicht befugt. Da die Staatsanwaltschaft auf eine Berufung verzichtete, wurde der Freispruch rechtskräftig.
Gemäß der Deutschlandfunk-Journalistin Daniela Mayer äußere sich Steimles politischer Sinneswandel von einer zuvor linken zu einer Positionierung am rechten Rand unter anderem in der Aktion auf dem Dresdner Neumarkt, bei der Steimle einen Nachbau des Dresdner Fernsehturms aufstellte. Steimle schaue seinem Publikum im Osten aufs Maul und sei entsprechend nun politisch mitgezogen. Zudem habe Steimle damit für sich eine Marktnische gefunden. „Würde er eine linke Meinung vertreten: für die Flüchtlingspolitik, für alles, was eben links populär ist, müsste er sich da sehr den Platz erkämpfen.“ Auf einem Flugblatt forderte Steimle die Beobachter auf: „Entscheiden Sie: Ist das Kunst oder kann das auch auf den Neumarkt?“, was Cornelius Pollmer, Mitteldeutschland-Korrespondent der Süddeutschen Zeitung, als „eine gewisse Verachtung von Kunst überhaupt“ wertete.
In der im Oktober 2017 ausgestrahlten Folge von Steimles Welt trat Steimle im „Putin-Versteher-Shirt“ auf und erzählte, dass im Freiberger Dom eine nicht näher bezeichnete Personengruppe „hinter den Altar kacken“ würde. Zudem werde vom Hörensagen berichtet, dass „in Mülsen […] die Syrer alle Forellen aus dem Fluss geklaut“ hätten. Die Leipziger Volkszeitung merkte dazu an, dass man sich nicht sicher sei, ob hier „absurde und oft gefälschte Horrormeldungen über Asylbewerber hops genommen werden“ sollen oder ob das anders gemeint sei. Dies sei durchaus typisch für Steimle. Nach der Sendung verbreitete sich über einschlägige Internet-Portale und Social-Media-Accounts die „Nachricht“, dass auch hinter der angeblichen Verunreinigung des Doms Flüchtlinge stecken würden.
Im Juni 2018 gab Steimle der neurechten Wochenzeitung Junge Freiheit ein kontrovers diskutiertes Interview, in dem er behauptete: „Die Wahrheit ist eben, dass wir keine eigene Politik haben, weil wir ein besetztes Land sind“. Deutschland sei kein souveräner Staat, sondern „Besatzungsgebiet der USA“. Es fehle, so Steimle, „an Mitgefühl mit den ‚schon länger hier Lebenden‘, wie Frau Merkel sagt, um das Wort Volk zu vermeiden, weil das ja ‚Nazi‘ ist“. Steimle führte weiterhin aus, dass der öffentlich-rechtliche Rundfunk nicht staatsfern sei: „Inzwischen weiß jeder, dass etwa Atlantikbrücke-Mitglied Claus Kleber der Karl-Eduard von Schnitzler der BRD ist, zusammen mit seiner Marionetta Slomka“. Diese aus der Reichsbürgerbewegung stammenden Verschwörungstheorien wurden von Steimles Stammsender Mitteldeutscher Rundfunk öffentlich zurückgewiesen. Der Sender kündigte an, die Aussagen mit Steimle persönlich auszuwerten. Steimle rechnete daraufhin damit, dass sich der Sender von ihm trennen werde, doch dieser gab ihm lediglich zu verstehen, „dass die Kunstform Satire in diesem von [ihm] gewählten Kontext für [den MDR] und vermutlich sehr viele andere Leser nicht erkennbar gewesen sei“. Steimle sagte zu, die Angelegenheit klarzustellen. In einem weiteren Interview für die Junge Freiheit übte er sich jedoch in Medienschelte, warf seinen Kritikern vor, seine Äußerungen aus dem Zusammenhang gerissen zu haben, und reklamierte die Freiheit der Kunst für seine Positionen. Im Anschluss äußerte er Unverständnis dafür, sich entschuldigen und rechtfertigen zu müssen. Die Süddeutsche Zeitung merkte dazu an, dass der MDR in einer Zwickmühle stecke: Eine Trennung von Steimle würde nicht nur den Verlust eines Quotenbringers bedeuten, sondern ihn bei Rechten und Verschwörungstheoretikern zum Märtyrer machen.
In seinem Bühnenprogramm verglich Steimle die rechtsextreme Terrorzelle „Revolution Chemnitz“ mit der Olsenbande.
Am Pfingstmontag 2019 postete der oben erwähnte Meißener CDU-Stadtrat Jörg Schlechte ein Foto mit Steimle, der ein T-Shirt mit der Aufschrift „Kraft durch Freunde“ in Fraktur-Schrift trug, laut Matthias Meisner vom Tagesspiegel ein offenkundig beabsichtigter Bezug zur NS-Organisation Kraft durch Freude. Der MDR äußerte sich dazu mit den Worten, dass man darauf achte, dass in den Sendungen, die man mit ihm produziere, „seine Satire auch als solche erkennbar“ sei. Uwe Steimle habe hier jedoch als „Privatmann“ gehandelt. Steimle selbst bezeichnete das Foto in einer Stellungnahme als „Fehler“, da es genutzt worden sei, um gegen politische Gegner zu sticheln. Er habe „aus einem belasteten Spruch etwas Neues, Positives“ schaffen wollen, mehr nicht. Der Kabarettist Helmut Schleich wies Mitte Juni 2019 darauf hin, dass unter dem Titel Kraft durch Freunde schon 1976 eine Schallplatte von Werner Finck erschien. Kraft durch Freunde sei, so Steimle in dem Superillu-Interview, „das Lebensmotto von Werner Finck, einem Kabarettisten“, gewesen, „der im Dritten Reich im KZ saß“. Der Bild-Zeitung sagte Steimle, er sei Satiriker. Jan Böhmermann hätte laut Steimle „[v]ermutlich […] für diesen Spruch einen doppelten Grimme-Preis mit Eichenlaub bekommen“.
Im Dezember 2019 teilte der MDR mit, dass die Sendung Steimles Welt im Jahr 2020 nicht weitergeführt werde. Grund hierfür sei, dass Steimle in öffentlichen Äußerungen laut MDR-Fernsehdirektor Wolf-Dieter Jacobi „wiederholt und massiv Grundwerte des öffentlich-rechtlichen Rundfunks in Frage gestellt“ hat. Das Vertrauensverhältnis sei für eine gute und respektvolle Zusammenarbeit damit schlicht nicht mehr vorhanden, so der MDR. Eine Online-Petition für die Wiederaufnahme der Sendung unterzeichneten über 50.000 Menschen. Wie die Bild-Zeitung berichtete, sei der Auslöser für die Trennung des MDR von Steimle gewesen, dass dieser in einem Interview mit der Thüringer Allgemeinen beklagt hatte, dass der Sender sich nicht schützend vor ihn stelle, und gesagt hatte: „Aber ich bin lieber schwierig als schmierig.“ Nachdem Steimle sich nach seiner Entlassung zunächst nicht dazu äußerte, verteidigte er seine Haltung gegenüber dem MDR in einem Interview mit der Superillu. „Ein Satiriker hat nicht loyal zu sein, sondern die Wunden in der Gesellschaft aufzureißen, damit sie sichtbar werden“, so Steimle. Gegenüber der Webseite TAG24 sprach Steimle von „Berufsverbot“, „Zensur ersten Grades“ und von einer „Demokratie, die der freien Meinungsäußerung keinen Raum“ lasse. Der MDR stellte allerdings klar, dass niemand Steimle verbiete, seiner Tätigkeit nachzugehen, nur eben nicht beim Sender.
Im Interview mit der Sächsischen Zeitung im März 2020 bezeichnete Steimle die AfD als „konservative bürgerliche Partei“, mit der man reden müsse. Sie auszuschließen halte er für falsch. Wenn die AfD „Mist“ erzähle, bekomme sie von ihm „auch eine drauf“. Man hätte auch, so Steimle, früher mit den Teilnehmern bei Pegida reden müssen. Wenn sich jedoch heute „Leute bei Pegida hinstell[t]en und den Holocaust leugne[te]n“, sei für ihn „Ende der Debatte“. Er sei „nicht links“ und „nicht rechts“, sondern er sei „vollständig“. Er habe jedoch „immer öfter das Gefühl“, man könne „in diesem Land selbstverständlich alles sagen“, was man denke, man müsse „nur das Richtige denken“.
2021 wirkte Steimle zusammen mit dem rechten Musiker und Musikmanager Sacha Korn an einer Coverversion des DDR-Pionierliedes Unsere Heimat mit, die von dem neurechten Kampagnenprojekt „Ein Prozent“ beworben wurde. Dieses Netzwerk versucht das Lied als „patriotische Hymne“ wiederzubeleben.
Laut dem Rechtsextremismusexperten David Begrich (2021) öffnet Steimle „mit seinen Inhalten einen ostdeutschen Erinnerungsraum nach rechts, grenzt sich aber vom offenen Rechtsextremismus ab“. Seine Inhalte transportierten „Elemente verschwörungsideologischer und nationalistischer Ideologie“ und appellierten an „eine moralisch übersichtliche, gleichwohl reaktionäre ostdeutsche Erinnerungsgemeinschaft“. Er sei „nach rechts außen anschlussfähig“ und schlage „inhaltliche Brücken“, indem er Begriffe und Assoziationen verwende, die „in der extremen Rechten verankert“ seien. Im kulturellen Feld sei Steimle, so Begrich, „ein Akteur von nicht zu unterschätzender […] Reichweite im Milieu des reaktionären ostdeutschen Kleinbürgertums im Dreieck zwischen AfD, PEGIDA und regionalen rechten Wutbürgergruppen“.
Bei einem Auftritt Steimles in Weißwasser Anfang September 2021 waren für den AfD-Parteichef Tino Chrupalla und einige seiner Mitarbeiter Plätze in der ersten Reihe reserviert. Während der Veranstaltung wandte sich Steimle mit der Frage, wie viele Arbeiter und Handwerksmeister es im Deutschen Bundestag gebe, direkt an Chrupalla mit den Worten: „Einen und das ist der Tino Chrupalla.“ Er fuhr fort, davor habe er „Hochachtung“, und sagte: „Du bist ein Mann aus dem Volk und du sprichst vor allem die Sprache des Volkes und lass dich nicht irre machen“; man werde „diesen Kampf gewinnen“, denn man könne „ein Volk nicht auf ewig bescheißen“. Am nächsten Tag sagte Steimle, er habe nicht gewusst, dass die AfD für seinen Auftritt geworben habe; es sei Zufall gewesen, dass Chrupalla vor ihm gesessen habe. Er lasse sich „nicht vereinnahmen“, sei „bekennender Linker“ und würde „niemals eine Veranstaltung für die AfD machen“.
Im Vorfeld eines Auftritts Steimles im Steintor-Varieté in Halle (Saale) im Juni 2022 kam es zu Protesten seitens des lokalen Bündnisses „Halle gegen Rechts“. Das Bündnis, das Steimle rechtsextreme Positionen und die Zusammenarbeit mit Rechtsextremisten vorwirft, forderte eine Absage der Veranstaltung seitens des Veranstalters. Der hallesche Bürgermeister Egbert Geier (SPD) schaltete sich ebenfalls in die Diskussion um Steimle ein und bat den Veranstalter darum, Steimle „kein Podium zu bieten“. Rudenz Schramm, sowohl parteiloses Mitglied der Linken-Fraktion im halleschen Stadtrat als auch Geschäftsführer des Steintor-Varietés, reagierte darauf wie folgt: „Ich sehe keinen Grund aus den Erfahrungen der letzten Auftritte in den letzten Jahrzehnten, dass wir das aus politischen Gründen untersagen und wir haben rechtlich keine Handhabe, das zu verbieten“. Laut MDR nahmen rund 120 Menschen an der Protestaktion von „Halle gegen Rechts“ teil. Die Arbeit von „Halle gegen Rechts“ wird durch das Bundesministerium für Familie, Senioren, Frauen und Jugend gefördert.
Kurz nach Beginn des russischen Überfalls auf die Ukraine 2022 meinte Steimle, mit „Trump wäre das nicht passiert“. Im Mai 2023 nahm Steimle am Jahrestag des Endes des Zweiten Weltkriegs an einer Gedenkveranstaltung am Sowjetischen Ehrenmal im Treptower Park teil. Es sei, so Steimle, in erster Linie die Sowjetunion gewesen, die Deutschland vom Faschismus befreit habe. Und es sei „auch eine Mahnung: Nie wieder Krieg“. Russland werde „zum Feind erklärt“, aber Russland und Deutschland gehörten zusammen, man ticke ähnlich. Den russischen Präsidenten Putin halte er „für einen klugen Politiker, der bis jetzt noch seine sieben Sinne beisammen“ habe. Er könne nur hoffen, dass Putin sich „immer vom Herzen treiben“ lasse; er schätze „ihn als Menschen sehr“.
Am 9. November 2023, dem Tag des Gedenkens an die Novemberpogrome 1938, trat Steimle – neben Arnold Vaatz (CDU), der Ex-Grünen Antje Hermenau und dem Germanisten Ulrich Fröschle – in Dresden bei einer im Vorfeld kritisierten Lesung von Victor Klemperers Werk Lingua Tertii Imperii (LTI) auf, die von der Buchhändlerin und Stadträtin Susanne Dagen und den Freien Wählern Dresden im Stadtmuseum organisiert worden war. Diese Veranstaltung fand zeitgleich zu einer vom Staatsschauspiel Dresden in der Neuen Synagoge abgehaltenen LTI-Lesung statt. Steimle, der auf seinem YouTube-Kanal Aktuelle Kamera Statements wie „Von LTI zur Sprache des Grünen Reiches“ abgegeben hatte, sprach bei der Lesung auch über einen „nicht aufgearbeiteten Corona-Impfkrieg“.

## Privates
Anfang 2009 trennten sich Steimle und seine erste Ehefrau Sylvia, die u. a. an seiner CD Hören Sie es riechen? mitgewirkt hatte.
Er lebt in Dresden und hat zwei Töchter. Steimle ist Blutspende-Botschafter des Deutschen Roten Kreuzes.

## Auszeichnungen
- 1999: Cabinet-Preis bei der Leipziger Lachmesse
- 2000: Mindener Stichling – Solopreis
- 2003: Salzburger Stier
- 2005: Adolf-Grimme-Preis für die Gestaltung und Weiterentwicklung des Polizeiruf 110 (zusammen mit Beate Langmaack und Henry Hübchen)
- 2009: Ehrenmitgliedschaft im Verein Deutsche Sprache
- 2012: Friedestrompreis
- 2015: DER EDDI
- 2019: Sprachwahrer des Jahres

## Veröffentlichungen

### Bücher
- Uns fragt ja keener – Ostalgie. Eulenspiegel-Verlag, Berlin 1997. ISBN 3-359-00943-6
- (mit Hans-Dieter Schütt): Mich fragt ja eener … und zwar Hans-Dieter Schütt. Eulenspiegel-Verlag, Berlin 2001. ISBN 3-359-01414-6
- Meine Oma, Marx & Jesus Christus [Medienkombination]: Aus dem Leben eines Ostalgikers. Gütersloher Verlagshaus, Gütersloh 2012. ISBN 978-3-579-06648-6
- Heimatstunde. Neues vom Zauberer von Ost. Gütersloher Verlagshaus, Gütersloh 2013. ISBN 978-3-579-06626-4
- Steimles Welt. Gütersloher Verlagshaus, Gütersloh 2015. ISBN 978-3-579-06599-1
- Warum der Esel Martin heißt. Neues von Martin Luther. Mitarbeit: Michael Seidel. Gütersloher Verlagshaus, Gütersloh 2016. ISBN 978-3-579-08649-1
- Wir sind nicht nachtragend …, wir vergessen aber auch nichts. Faber & Faber, Leipzig 2020. ISBN 978-3-86730-183-1

- Die aktuelle Kamera. Alltäglicher gesammelter Wahnsinn. Faber & Faber, Leipzig (2022) ISBN 978-3-86730-227-2
- Gesichert unbequem. Aus den Notizbüchern der aktuellen Kamera. Beltz. Grafische Betriebe, Bad Langensalza 2024

### Hörbücher und DVDs
Hörbücher:
- 2014: Fourschbar.25 Jahre Kehre, Buschfunk Vertrieb GmbH, ISBN 978-3-944058-38-2
- 2015: In Dresden bin ich weltberühmt, Buschfunk Vertrieb GmbH, ISBN 978-3-944058-47-4
- 2015: Äh … Moschn, Buschfunk Vertrieb GmbH, ISBN 978-3-944058-48-1
- 2017: Fludschen muss es, Buschfunk Vertrieb GmbH
- 2022: Wanderung durch Altsachsen, Buschfunk Vertrieb GmbH, ISBN 978-3-949681-18-9

DVDs:
- 2005: Uwe Steimle – Günther allein zu Haus, Buschfunk Vertriebs GmbH
- 2016: Steimles Welt – Von Dresden bis fast hinter Leipzig, UAP Video GmbH
- 2017: Steimles Welt 2 – Von tief im Erzgebirge über fast Potsdam hoch zum Thüringer Wald, Uap Video GmbH

## Filmografie
- 1988: Der Aufstand der Fischer von St. Barbara
- 1989: Zwei schräge Vögel
- 1989/2021: Wir bleiben treu
- 1990: Der Streit um des Esels Schatten
- 1992: Go Trabi Go 2 – Das war der wilde Osten
- 1993: Tatort: Bauernopfer (Fernsehreihe)
- 1994–2009: Polizeiruf 110 (TV-Reihe, 31 Folgen als Kriminalhauptkommissar Jens Hinrichs)
- 1995: Balko (Fernsehserie, 1 Folge)
- 1995: Für alle Fälle Stefanie (Fernsehserie, 1 Folge)
- 1995: Achterbahn (Fernsehserie, 1 Folge)
- 1996: Unser Lehrer Doktor Specht (Fernsehserie, 4 Folgen)
- 1996: Willi und die Windzors
- 1997: Liebling Kreuzberg (Fernsehserie, 1 Folge)
- 1998: Tatort: Blinde Kuriere
- 2000: Der Himmel kann warten
- 2001: Heinrich der Säger
- 2001: Polizeiruf 110: Kurschatten (als Theodor Illgen)
- 2001: Heidi
- 2002: Bloch: Schwarzer Staub (Fernsehreihe)
- 2003: Das Konto (TV-Zweiteiler)
- 2004: Heimat 3 – Chronik einer Zeitenwende (TV-Mehrteiler)
- 2004: Crazy Race 2 – Warum die Mauer wirklich fiel
- 2007–2010: Neues aus der Anstalt
- 2007: Crazy Race 3 – Sie knacken jedes Schloss
- 2008: Plötzlich Millionär
- 2009: Liebe Mauer
- 2010–2017: Kanzleramt Pforte D (TV-Reihe)
- 2011: Bollywood lässt Alpen glühen
- 2011: Monika
- 2012: Alfons und Gäste
- 2012: Sushi in Suhl
- 2013–2019: Steimles Welt (TV-Reihe)
- 2015: SchleichFernsehen

## Filmdokumentation
- 2018: Die Spur der Ahnen – Uwe Steimle und sein Urururururururgroßvater, Dokumentarfilm-Produktion, Drehbuch und Regie: Heike Bittner